# Parafia św. Gertrudy we Franklin Park
Parafia św. Gertrudy we Franklin Park (ang. St. Gertrude's Parish) – parafia rzymskokatolicka położona w Franklin Park w stanie Illinois w Stanach Zjednoczonych.
Jest ona wieloetniczną parafią w północno-zachodniej części hrabstwa Cook, z mszą św. w j. polskim dla polskich imigrantów.
Parafia została poświęcona św. Gertrudzie.

## Nabożeństwa w j. polskim
- Msza św:
  - Niedziela –    10:30am
  - Pierwszy piątek - 7:30pm
- Nowenna do Matki Bożej Nieustającej Pomocy
  - Środa - 7pm
- Nabożeństwo majowe
  - w maju od poniedziałku do piątku -  7pm
- Nabożeństwo czerwcowe
  - w czerwcu od poniedziałku do piątku -  7pm
- Różaniec
  - w październiku od poniedziałku do piątku -  6:30pm